# 李刚 (1965年)
李刚（1965年7月—），男，汉族，四川大邑人，中华人民共和国政治人物。电子科技大学工商管理专业、中央党校经济学专业毕业，在职研究生学历，工商管理硕士。

## 生平
李刚于1982年12月进入大邑县电力公司工作，1986年9月加入中国共产党。1990年起相继在四川省大邑县乡镇、地方税务局、组织部任职。1997年12月至2001年6月，李刚先后担任四川省大邑县委常委、副县长、县委副书记:66－67，113，2001年6月调任四川省温江县委副书记、县长，2002年5月温江县改为成都市辖区后出任第一任温江区委副书记、区长，任职期间，李刚曾在电子科技大学高级管理人员工商管理专业学习，并且获得高级管理人员工商管理硕士学位。2004年3月升任中共温江区委书记，并兼任温江区人大常委会主任。
2008年9月至2011年2月，任四川省招商引资局局长、党组书记，期间，他曾在中央党校经济学专业研究生班学习。2011年2月，出任中共巴中市委书记，2016年改任中共自贡市委书记。2020年1月，李刚与范波职务对调，他出任四川省发展和改革委员会主任。2020年8月1日，李刚升任四川省人民政府副省长。
2021年7月21日，任云南省委常委、组织部部长。
2024年1月，李刚离开云南省，出任中共中央纪委、国家监委驻中央组织部纪检监察组组长。9月30日，李刚因涉嫌违纪违法，接受中央纪委国家监委纪律审查和监察调查。
2025年4月7日，被开除党籍、开除公职。同月，被逮捕。